# 徐衍祚
徐衍祚（1515年—？），字子厚，號潁南，河南開封府鈞州人，軍籍，明朝政治人物。

## 生平
嘉靖十九年（1540年）庚子科河南鄉試第四十三名舉人。嘉靖二十六年（1547年）中式丁未科會試第二百四十名，登第三甲第一百七十四名進士。兵部觀政，授永新知县，升南京大理寺评事，升左寺丞，历官顺德府知府，隆慶二年（1568年）正月升兩淮都轉運鹽使司運使，五年正月升山東布政司右参政，十二月升陕西按察使。

## 家族
曾祖徐純，知縣；祖父徐祿；父徐輔宸，母馮氏。具庆下。兄衍仕、弟衍儒、衍襗。子金铉、玉铉。